# Babics Kálmán
czoborczi Babics Kálmán (Szemere, 1840. január 23. – Budapest, 1886. október 22.) tanár, pedagógiai és filozófiai író.

## Élete
A vallás- és közoktatásügyi minisztérium 1869 októberében Poroszországba küldte az ottani népnevelő- és tanítóképző-intézetek tanulmányozására. Visszatérése után kinevezték a főváros II. kerületi főreáliskolájához tanárnak; innen az 1880/1881. tanév kezdetével a kerület főgimnáziumához a klasszika-filológia "rendes tanárává" nevezték ki. A Kisfaludy Társaság évlapjaiban, a Tanár-Egyesület Közlönyében, Nyelvőrben stb. megjelent cikkein kívül önálló munkákat is adott ki. A Babits család sarja, dédapja testvére volt Babits Mihály szépapja. Felesége nemesmiliticsi Allaga Blanka volt, egy lányuk született: Margit. Agyhártyagyulladásban hunyt el, a mára már megszűnt németvölgyi sírkertbe temették.

## Művei
- A néptanodai nevelésoktatás vázlatokban. Baja, 1870
- Széptan vagy aesthetika a mivelt közönség számára. Pozsony, 1873
- Logika vagy gondolkodástan. Bp., 1876
- Tapasztalati lélektan Bp., 1882